# Протока Паррі
Протока Паррі (англ. Parry Channel) — протока в Північному Льодовитому океані, в центральній частині Канадського Арктичного архіпелагу.
Сполучає море Баффіна на сході з морем Бофорта на заході. Відокремлює Острови Королеви Єлизавети на півночі від решти архіпелагу. Має довжину близько 1000 км; у найвужчому місці, між островами Сомерсет і Корнуолліс досягає ширини всього 45 км.
Складається з ланцюжка проток — Ланкастер, Барроу, Вайкаунт-Мелвілл і Мак-Клур.
Названо на честь дослідника Арктики Вільяма Едварда Паррі.